# Schnellfahrstrecke Lanzhou–Xinjiang
| Fernzug (CRH5) im Bahnhof Menyuan |                      |                                         |                                         |
| Karte der Lanxin-Schnellfahrstrecke |                      |                                         |                                         |
| Streckenlänge: | 1777 km              |                                         |                                         |
| Spurweite: | 1435 mm (Normalspur) |                                         |                                         |
| Zweigleisigkeit: | ja                   |                                         |                                         |
| |                      |                                         |                                         |
| \| \| \| Bahnstrecke Lianyungang–Lanzhou \| \| \| \| 0 \| Lanzhou \| Lanzhou \| \| \| \| Bahnstrecke Lanzhou–Agan \| \| \| \| \| Schnellfahrstrecke Xuzhou–Lanzhou \| \| \| \| \| Lanzhou West \| \| \| \| \| Bahnstrecke Lanzhou–Xinjiang \| \| \| \| \| Viadukt \| 5 km \| \| \| \| Tunnel \| 26 km \| \| \| \| Liujiaxia-Bahn, Hekou Süd–Yongjing \| \| \| \| \| Gelber Fluss \| \| \| \| \| Tunnel \| 11 km \| \| \| \| Chenjiawan West \| \| \| \| \| Zhongbao \| \| \| \| \| Tunnel \| \| \| \| \| Minhe Süd \| \| \| \| \| Tunnel \| \| \| \| 163 \| Haidong \| Haidong \| \| \| \| Bahnstrecke Lanzhou–Qinghai \| \| \| \| \| \| \| \| \| \| Haidong West \| \| \| \| \| Bahnstrecke Lanzhou–Qinghai \| \| \| \| \| \| \| \| \| 188 \| Xining \| Xining \| \| \| \| Lhasa-Bahn nach Lhasa \| \| \| \| \| Tunnel \| 7 km \| \| \| \| Güterbahnstrecke Datong \| \| \| \| \| Datong West \| \| \| \| \| Tunnel \| 36 km \| \| \| 286 \| Menyuan \| Menyuan \| \| \| \| Haomen \| \| \| \| \| Tunnel \| 35 km \| \| \| \| Junmashang \| \| \| \| \| Minle \| \| \| \| 485 \| Zhangye West \| Zhangye West \| \| \| 520 \| Linze Süd \| Linze Süd \| \| \| \| Bahnstrecke Lanzhou–Xinjiang \| \| \| \| \| Gaotai Süd \| \| \| \| \| Qingshui Nord \| \| \| \| \| ehem. Bahnstrecke Qingshui–Dongfeng \| \| \| \| \| Bahnstrecke Jiuquan–Ejin \| \| \| \| \| Jiuquan Süd \| \| \| \| 697 \| Jiayuguan Süd \| Jiayuguan Süd \| \| \| \| \| \| \| \| \| Bahnstrecke Jiayuguan–Jingtieshan \| \| \| \| \| Bahnstrecke Lanzhou–Xinjiang \| \| \| \| \| Qingquan Süd \| \| \| \| \| von Militärkaserne Yumen \| \| \| \| \| \| \| \| \| 823 \| Yumen Haupt- und Schnellfahrstrecke \| Yumen Haupt- und Schnellfahrstrecke \| \| \| \| \| \| \| \| \| \| \| \| \| \| Lioguo Süd \| \| \| \| \| Dunhuangbahn \| \| \| \| \| Shibandun Süd \| \| \| \| 986 \| Liuyuan Süd \| Liuyuan Süd \| \| \| \| Daquan Süd \| \| \| \| \| Hongliuhe Süd \| \| \| \| \| Bahnstrecke Lanzhou–Xinjiang \| \| \| \| \| Bahnstrecke Lanzhou–Xinjiang \| \| \| \| \| Sitian Süd \| \| \| \| \| von Shankou nach Yamansu \| \| \| \| \| Yandun Ost \| \| \| \| \| Bahnstrecke Lanzhou–Xinjiang \| \| \| \| \| Bahnstrecke Ejin–Kumul \| \| \| \| \| Bahnstrecke Lanzhou–Xinjiang, Honguang \| \| \| \| 1247 \| Kumul Haupt- und Schnellfahrstrecke \| Kumul Haupt- und Schnellfahrstrecke \| \| \| \| Bahnstrecke Lanzhou–Xinjiang, Kumul Süd \| \| \| \| \| Liushuquan Süd \| \| \| \| \| Liaodun Nord \| \| \| \| \| Hongceng Süd \| \| \| \| \| Xiacaohu West \| \| \| \| \| Piqan Nord \| \| \| \| 1619 \| Turpan Nord \| Turpan Nord \| \| \| \| Daheyan \| \| \| \| \| Xinjiang-Südbahn nach Kaschgar \| \| \| \| \| Tunnel \| 10 km \| \| \| \| Bahnstrecke Lanzhou–Xinjiang \| \| \| \| \| Yanhu West \| \| \| \| \| Bahnstrecke Lanzhou–Xinjiang \| \| \| \| \| \| \| \| \| 1777 \| Ürümqi Süd \| Ürümqi Süd \| \| \| \| Xinjiang-Nordbahn nach Dostyk \| \| |                      |                                         |                                         |
| |                      | Bahnstrecke Lianyungang–Lanzhou         |                                         |
| Bahnhof | 0                    | Lanzhou                                 | Lanzhou                                 |
| Abzweig geradeaus und von links |                      | Bahnstrecke Lanzhou–Agan                | Bahnstrecke Lanzhou–Agan                |
| Abzweig geradeaus und von links |                      | Schnellfahrstrecke Xuzhou–Lanzhou       | Schnellfahrstrecke Xuzhou–Lanzhou       |
| Bahnhof |                      | Lanzhou West                            | Lanzhou West                            |
| |                      | Bahnstrecke Lanzhou–Xinjiang            |                                         |
| Brücke |                      | Viadukt                                 | 5 km                                    |
| Tunnel |                      | Tunnel                                  | 26 km                                   |
| Kreuzung Anfang Hochstrecke |                      | Liujiaxia-Bahn, Hekou Süd–Yongjing      | Liujiaxia-Bahn, Hekou Süd–Yongjing      |
| Strecke unter Wasserlauf Ende Hochstrecke |                      | Gelber Fluss                            | Gelber Fluss                            |
| Tunnel |                      | Tunnel                                  | 11 km                                   |
| Bahnhof |                      | Chenjiawan West                         | Chenjiawan West                         |
| Bahnhof |                      | Zhongbao                                | Zhongbao                                |
| Tunnel |                      | Tunnel                                  | Tunnel                                  |
| Bahnhof |                      | Minhe Süd                               | Minhe Süd                               |
| Tunnel |                      | Tunnel                                  | Tunnel                                  |
| Bahnhof | 163                  | Haidong                                 | Haidong                                 |
| Kreuzung geradeaus oben · Strecke von rechts |                      | Bahnstrecke Lanzhou–Qinghai             | Bahnstrecke Lanzhou–Qinghai             |
| Kreuzung geradeaus oben · Strecke nach rechts |                      |                                         |                                         |
| Bahnhof |                      | Haidong West                            | Haidong West                            |
| Kreuzung geradeaus oben · Strecke von rechts |                      | Bahnstrecke Lanzhou–Qinghai             | Bahnstrecke Lanzhou–Qinghai             |
| Abzweig geradeaus und von links · Strecke nach rechts |                      |                                         |                                         |
| Bahnhof | 188                  | Xining                                  | Xining                                  |
| Abzweig geradeaus und nach links |                      | Lhasa-Bahn nach Lhasa                   | Lhasa-Bahn nach Lhasa                   |
| Tunnel |                      | Tunnel                                  | 7 km                                    |
| Kreuzung geradeaus oben |                      | Güterbahnstrecke Datong                 | Güterbahnstrecke Datong                 |
| Bahnhof |                      | Datong West                             | Datong West                             |
| Tunnel |                      | Tunnel                                  | 36 km                                   |
| Bahnhof | 286                  | Menyuan                                 | Menyuan                                 |
| Bahnhof |                      | Haomen                                  | Haomen                                  |
| Tunnel |                      | Tunnel                                  | 35 km                                   |
| Bahnhof |                      | Junmashang                              | Junmashang                              |
| Bahnhof |                      | Minle                                   | Minle                                   |
| Bahnhof | 485                  | Zhangye West                            | Zhangye West                            |
| Bahnhof | 520                  | Linze Süd                               | Linze Süd                               |
| Strecke nach links · Kreuzung geradeaus unten · Strecke von rechts |                      | Bahnstrecke Lanzhou–Xinjiang            | Bahnstrecke Lanzhou–Xinjiang            |
| Bahnhof |                      | Gaotai Süd                              | Gaotai Süd                              |
| Bahnhof |                      | Qingshui Nord                           | Qingshui Nord                           |
| Kreuzung geradeaus oben (Querstrecke außer Betrieb) |                      | ehem. Bahnstrecke Qingshui–Dongfeng     | ehem. Bahnstrecke Qingshui–Dongfeng     |
| Kreuzung geradeaus oben |                      | Bahnstrecke Jiuquan–Ejin                | Bahnstrecke Jiuquan–Ejin                |
| Bahnhof |                      | Jiuquan Süd                             | Jiuquan Süd                             |
| Bahnhof | 697                  | Jiayuguan Süd                           | Jiayuguan Süd                           |
| Strecke von links · Kreuzung geradeaus unten und rechts · Strecke nach rechts |                      |                                         |                                         |
| Kreuzung geradeaus oben |                      | Bahnstrecke Jiayuguan–Jingtieshan       | Bahnstrecke Jiayuguan–Jingtieshan       |
| Strecke nach links · Kreuzung geradeaus oben · Strecke von rechts |                      | Bahnstrecke Lanzhou–Xinjiang            | Bahnstrecke Lanzhou–Xinjiang            |
| Bahnhof |                      | Qingquan Süd                            | Qingquan Süd                            |
| Kreuzung geradeaus oben |                      | von Militärkaserne Yumen                | von Militärkaserne Yumen                |
| Abzweig geradeaus und von links · Strecke nach rechts |                      |                                         |                                         |
| Bahnhof | 823                  | Yumen Haupt- und Schnellfahrstrecke     | Yumen Haupt- und Schnellfahrstrecke     |
| Abzweig geradeaus und nach links · Strecke von rechts |                      |                                         |                                         |
| Strecke von links · Kreuzung geradeaus oben · Strecke nach rechts |                      |                                         |                                         |
| Bahnhof |                      | Lioguo Süd                              | Lioguo Süd                              |
| Kreuzung geradeaus oben und links |                      | Dunhuangbahn                            | Dunhuangbahn                            |
| Bahnhof |                      | Shibandun Süd                           | Shibandun Süd                           |
| Bahnhof | 986                  | Liuyuan Süd                             | Liuyuan Süd                             |
| Bahnhof |                      | Daquan Süd                              | Daquan Süd                              |
| Bahnhof |                      | Hongliuhe Süd                           | Hongliuhe Süd                           |
| Strecke nach links · Kreuzung geradeaus oben · Strecke von rechts |                      | Bahnstrecke Lanzhou–Xinjiang            | Bahnstrecke Lanzhou–Xinjiang            |
| Strecke von links · Kreuzung geradeaus unten · Strecke nach rechts |                      | Bahnstrecke Lanzhou–Xinjiang            | Bahnstrecke Lanzhou–Xinjiang            |
| Bahnhof |                      | Sitian Süd                              | Sitian Süd                              |
| Kreuzung geradeaus oben |                      | von Shankou nach Yamansu                | von Shankou nach Yamansu                |
| Bahnhof |                      | Yandun Ost                              | Yandun Ost                              |
| Strecke nach links · Kreuzung geradeaus oben · Strecke von rechts |                      | Bahnstrecke Lanzhou–Xinjiang            | Bahnstrecke Lanzhou–Xinjiang            |
| Kreuzung geradeaus oben |                      | Bahnstrecke Ejin–Kumul                  | Bahnstrecke Ejin–Kumul                  |
| Abzweig geradeaus und von links · Strecke nach rechts |                      | Bahnstrecke Lanzhou–Xinjiang, Honguang  | Bahnstrecke Lanzhou–Xinjiang, Honguang  |
| Bahnhof | 1247                 | Kumul Haupt- und Schnellfahrstrecke     | Kumul Haupt- und Schnellfahrstrecke     |
| Strecke von links · Kreuzung geradeaus oben und rechts |                      | Bahnstrecke Lanzhou–Xinjiang, Kumul Süd | Bahnstrecke Lanzhou–Xinjiang, Kumul Süd |
| Bahnhof |                      | Liushuquan Süd                          | Liushuquan Süd                          |
| Bahnhof |                      | Liaodun Nord                            | Liaodun Nord                            |
| Bahnhof |                      | Hongceng Süd                            | Hongceng Süd                            |
| Bahnhof |                      | Xiacaohu West                           | Xiacaohu West                           |
| Bahnhof |                      | Piqan Nord                              | Piqan Nord                              |
| Bahnhof | 1619                 | Turpan Nord                             | Turpan Nord                             |
| Bahnhof |                      | Daheyan                                 | Daheyan                                 |
| Kreuzung geradeaus oben und links |                      | Xinjiang-Südbahn nach Kaschgar          | Xinjiang-Südbahn nach Kaschgar          |
| Tunnel |                      | Tunnel                                  | 10 km                                   |
| Strecke nach links · Kreuzung geradeaus oben · Strecke von rechts |                      | Bahnstrecke Lanzhou–Xinjiang            | Bahnstrecke Lanzhou–Xinjiang            |
| Bahnhof |                      | Yanhu West                              | Yanhu West                              |
| Strecke von links · Kreuzung geradeaus oben · Strecke nach rechts |                      | Bahnstrecke Lanzhou–Xinjiang            | Bahnstrecke Lanzhou–Xinjiang            |
| Strecke nach links · Abzweig geradeaus und von rechts |                      |                                         |                                         |
| Bahnhof | 1777                 | Ürümqi Süd                              | Ürümqi Süd                              |
| Strecke |                      | Xinjiang-Nordbahn nach Dostyk           | Xinjiang-Nordbahn nach Dostyk           |

Die Schnellfahrstrecke Lanzhou–Xinjiang (chinesisch 兰新铁路第二双线), kurz Lanxin-Schnellfahrstrecke, ist eine 1777 km lange Eisenbahnstrecke im Nordwesten der Volksrepublik China. Sie verbindet den Bahnhof Ürümqi Süd im Uigurischen Autonomen Gebiet Xinjiang und den Bahnhof Lanzhou in der Provinz Gansu.
Die Schnellfahrstrecke wurde als Ergänzung zur älteren Lanxin-Bahn (兰新铁路), die dieselben Endpunkte hat, erbaut. Von Linze nach Ürümqi laufen die beiden Bahnstrecken im Wesentlichen nebeneinander. Im östlichen Abschnitt zwischen Lanzhou und Linze unterscheidet sich die Streckenführung der Schnellfahrstrecke erheblich von der der Lanxin-Bahn. Beide Strecken kreuzen sich mehrfach.
In Ürümqi Südbahnhof schließt sich die Xinjiang-Nordbahn in Richtung Dostyk (Kasachstan) an. In Lanzhou setzt sich die Strecke als Bahnstrecke Lianyungang–Lanzhou in Richtung Jiangsu fort. Außerdem besteht in Lanzhou Anschluss in Richtung Ningxia, Qinghai und Xuzhou.

## Streckenverlauf und Baugeschichte
Die Lanxin-Schnellfahrstrecke verläuft von Lanzhou über Lanzhou West und dann weiter westlich parallel zur Bahnstrecke Lanzhou–Qinghai nach Xining. Dort besteht Anschluss an die Lhasa-Bahn. Dort biegt sie nach Norden ab und führt über Minle nach Linze. Von dort aus läuft sie die Lanxin-Bahn mehrfach kreuzend in Richtung Ürümqi. Die Lanxin-Schnellfahrstrecke verläuft durch drei chinesische Provinzen: 795 km durch Gansu, 268 km durch Qinghai und 713 km durch Xinjiang – im Gegensatz zur alten Lanxin-Bahn, die nur durch Gansu und Xinjiang führt. Ihren höchsten Punkt erreicht die Schnellfahrstrecke mit 3607 Metern im Eisenbahntunnel durch den Qilianshan, was sie zur höchstgelegenen Hochgeschwindigkeitsbahnstrecke der Welt macht.
Die Strecke ist durchgehend zweigleisig und die Spurweite beträgt 1435 mm (Normalspur). Die Streckenlänge beträgt 1776 Kilometer. Sie kann mit bis zu 250 km/h befahren werden. Die Strecke wird von der chinesischen Eisenbahngesellschaft China Railway betrieben. Mit dem Bau der Schnellfahrstrecke wurde im März 2010 begonnen und sie wurde im Jahr 2016 eröffnet. Beim Streckenbau waren erhebliche technische Schwierigkeiten zu überwinden. Zum einen gab es insgesamt fünf Abschnitte über eine Gesamtlänge von 580 Kilometern, in denen sehr starke Winde auftraten. Im Kreis Piqan (chin. Shanshan) wurden über einen Streckenabschnitt von 67 Kilometern Windschutzwände installiert.
Die Baukosten betrugen nach den ursprünglichen Planungen etwa 143,5 Milliarden Yuan (21 Milliarden US-Dollar), nach anderen Angaben bis zu 23 Milliarden US-Dollar. Nach den ursprünglichen Planungen sollte die Lanxin-Schnellfahrstrecke für Passagiere reserviert sein, während die alte Lanxin-Bahn für Gütertransporte vorgesehen war. Die Reisezeit sollte sich durch die Nutzung der Schnellfahrstrecke von bislang 40 Stunden auf etwa 12 Stunden verkürzen.
Die offizielle Eröffnung der Strecke erfolgte am 26. Dezember 2014.

## Betriebsstörungen durch Erdbeben
Der Betrieb auf der Schnellfahrstrecke musste seit der Eröffnung im Jahr 2016 bis zum Jahr 2023 bereits sechsmal für längere Zeit unterbrochen werden, da Erdbeben schwere Schäden in den Tunneln entlang der Strecke verursacht hatten. Bei einem Erdbeben der Stärke 6,9 am 8. Januar 2022 im Autonomen Kreis Menyuan, dessen Epizentrum nur 4,5 Kilometer von der Schnellfahrstrecke entfernt lag, trat eine neue Verwerfung auf, die dazu führte, dass ein Segment eines Eisenbahntunnels drei Meter nach unten und einen Meter zur Seite verschoben wurde. Die Reparaturarbeiten in diesem Tunnel dauerten 18 Monate bis zum Juli 2023. Vor den Ereignissen waren die Ingenieure davon ausgegangen, dass Tunnel weniger durch Erdbeben gefährdet, und Reparaturen dort leichter durchzuführen seien als bei Eisenbahnstrecken an der Oberfläche.
Kritik an der Strecke gibt es auch wegen der befürchteten zunehmenden politischen Unterdrückung der Uiguren in Xinjiang.